# Informatica aziendale

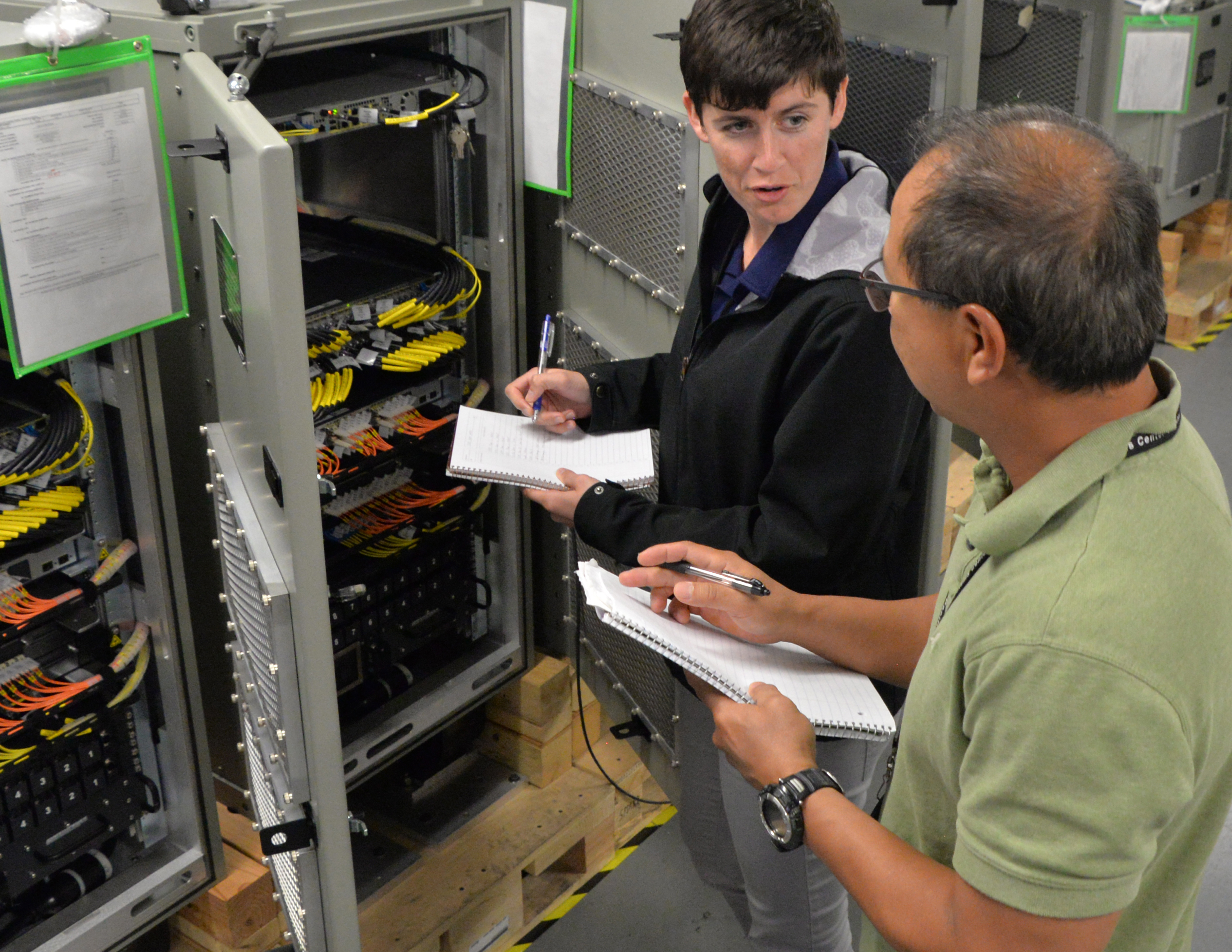
Due tecnici hardware al lavoro in un armadio rack

Con il termine informatica aziendale si intende quella branca dell'informatica che si lega direttamente ai processi produttivi o gestionali di un'azienda o impresa in ambito TIC. Tale ambito produttivo comprende essenzialmente due filoni: da una parte lo sviluppo software con tecniche proprie dell'ingegneria del software all'interno del ciclo di vita del software ovvero la fasi di progettazione e realizzazione (programmazione) del software stesso, dall'altra la cosiddetta infrastrutturale-sistemistica ovvero relativa all'installazione, configurazione e gestione di dispositivi di rete, server, personal computer, workstation, stampanti, database ecc. In quest'ultimo ambito ricade anche il capacity planning, il datawarehousing e la business intelligence. Si tratta di discipline fortemente orientate al problem solving. Ad oggi molte di queste attività vengono svolte o fornite da società di consulenza in esternalizzazione all'azienda destinataria o fruitrice del servizio, mentre in talune realtà produttive di larga scala è possibile incontrare invece vere e proprie software house.